# Orlov
Orlov (węg. Orló) – wieś (obec) na Słowacji w kraju preszowskim, powiecie Lubowla. Pierwsza wzmianka pisemna o miejscowości pochodzi z roku 1349.
Przez wieś przebiega linia kolejowa nr 188, przy której znajduje się stacja kolejowa Orlov.